# Капралова, Витезслава
Витезслава Капралова (чеш. Vítězslava Kaprálová, 24 января 1915, Брно — 16 июня 1940, Монпелье) — чешский композитор и дирижёр.

## Биография

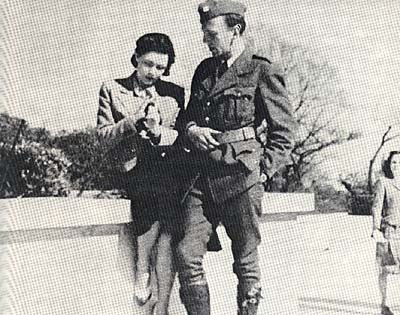
Витезслава Капралова и Иржи Мухa

Витезслава Капралова родилась в 1915 году в Брно в семье музыкантов. Начальное музыкальное образование Витезслава получила у своего отца Вацлава Капрала — композитора и пианиста, владельца музыкальной школы в Брно. Мать — Виктория Капралова — профессиональная певица, преподаватель вокала.
В 1930—1935 годах Капралова изучала композицию и дирижирование в Консерватории Брно у Вилема Петржелки и Зденека Халабалы. В 1935 году, сразу после окончания консерватории, Капралова представила ре-минорный концерт для фортепиано, который в значительной мере обеспечил ей успех и признание публики. В 1935 — 1937 годах продолжила обучение в Пражской консерватории, где её главным наставником по композиции был профессор Витезслав Новак, по дирижированию — профессор Вацлав Талих.
В октябре 1937 года, за месяц до премьеры «Военной Симфониетты», Капралова переезжает в Париж, чтобы учиться дирижированию у Шарля Мюнша. Изначально она планировала проходить обучение в Вене, но после встречи с Богуславом Мартину во время своего краткого визита в Прагу, она решила добиваться правительственной стипендии на обучение во Франции.
Вскоре после этого Капралова приняла участие в фестивале Международного общества современной музыки, который состоялся в Лондоне, а 17 июня 1938 года выступила с «Военной Симфониеттой» — на этот раз это был Симфонический оркестр Би-би-си. После столь успешных выступлений Капралова приезжает в Брно на летние каникулы. Это был её последний визит домой.

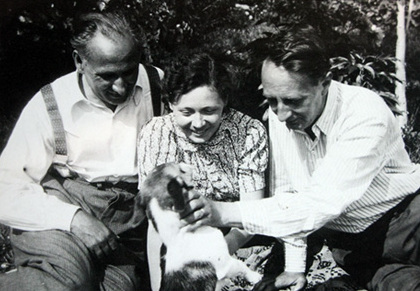
Вацлав Капрал, Витезслава Капралова и Богуслав Мартину

В 1939 году она вернулась в Париж, где познакомилась со своим будущим мужем Иржи Мухой, сыном чешского живописца Альфонса Мухи. Их свадьба состоялась 23 апреля 1940 года.
В то время, когда на Париж уже наступали немецкие войска, Капраловой был поставлен неизлечимый диагноз — Милиарный (диффузный) туберкулёз. Умерла Витезслава Карпалова 16 июня 1940 года в Монпелье на юге Франции, в возрасте 25 лет.

## Избранные работы
- Пять фортепианных сочинений
- Легенда, соч. 3, для скрипки и фортепиано
- Две песни, вокальный цикл, соч. 4
- Искры от пепла вокальный цикл, соч. 5
- Январь, для тенор/сопрано, флейты, двух скрипок, виолончели и фортепиано
- Соната Аппассионаты для фортепиано, соч. 6
- Фортепианный концерт ре минор, соч. 7
- Струнный квартет, соч. 8
- Три пьесы для фортепиано, соч. 9
- Яблоко на коленях, вокальный цикл, соч. 10
- Военная Симфониетта, соч. 11
- Навсегда, вокальный цикл, соч. 12
- Прелюдия апреля для фортепиано, соч. 13
- Помахивая на прощание, для голоса и фортепиано / оркестра, соч. 14
- Трио для гобоя, кларнета и фагота
- Илеана, кантата для соло, смешанного хора, оркестра и рассказчика, соч. 15
- Вариации сюр-ле-карильон Сен-Этьен-дю-Мон, для фортепиано, соч. 16
- Элегия для скрипки и фортепиано, соч. 17
- Сельская сюита для оркестра, соч. 19
- Партиты для фортепиано и струнных, соч. 20
- Концертино для скрипки, кларнета и оркестра, соч. 21.
- Петь на расстоянии, вокальный цикл, соч. 22.
- Прелюдия Рождества, для камерного оркестра.
- Ритурнель, для виолончели и фортепиано, соч. 25.

## Дискография (выборочно)
- Соло на фортепиано / Фортепиано и Скрипки: The Music of Vitezslava Kapralova, CD, Koch Records KIC-CD-7742 (англ.)
- Оркестровые и камерные работы: Vitezslava Kapralova: Portrait of the Composer, CD, Matous MK 0049-2 011 (англ.)
- Концерт для фортепиано и другие произведения для клавишных: Vitezslava Kapralova, CD, Radioservis CRO577-2 (англ.)
- Романсы: Forever Kapralova: Songs, CD, Supraphon SU3752-2 231 (англ.) (чешск.)
- Струнный квартет: Kapral-Kapralova-Martinu, CD, Radioservis CRO618-2 (англ.) (чешск.)